# Szingapúri kikötő
A Szingapúri kikötő jelenleg a világ egyik legnagyobb forgalmú tengeri kikötője, megelőzve az európai Rotterdami kikötőt is. 2018-ban a teljes teherforgalma 36,6 millió TEU volt.

## Képek

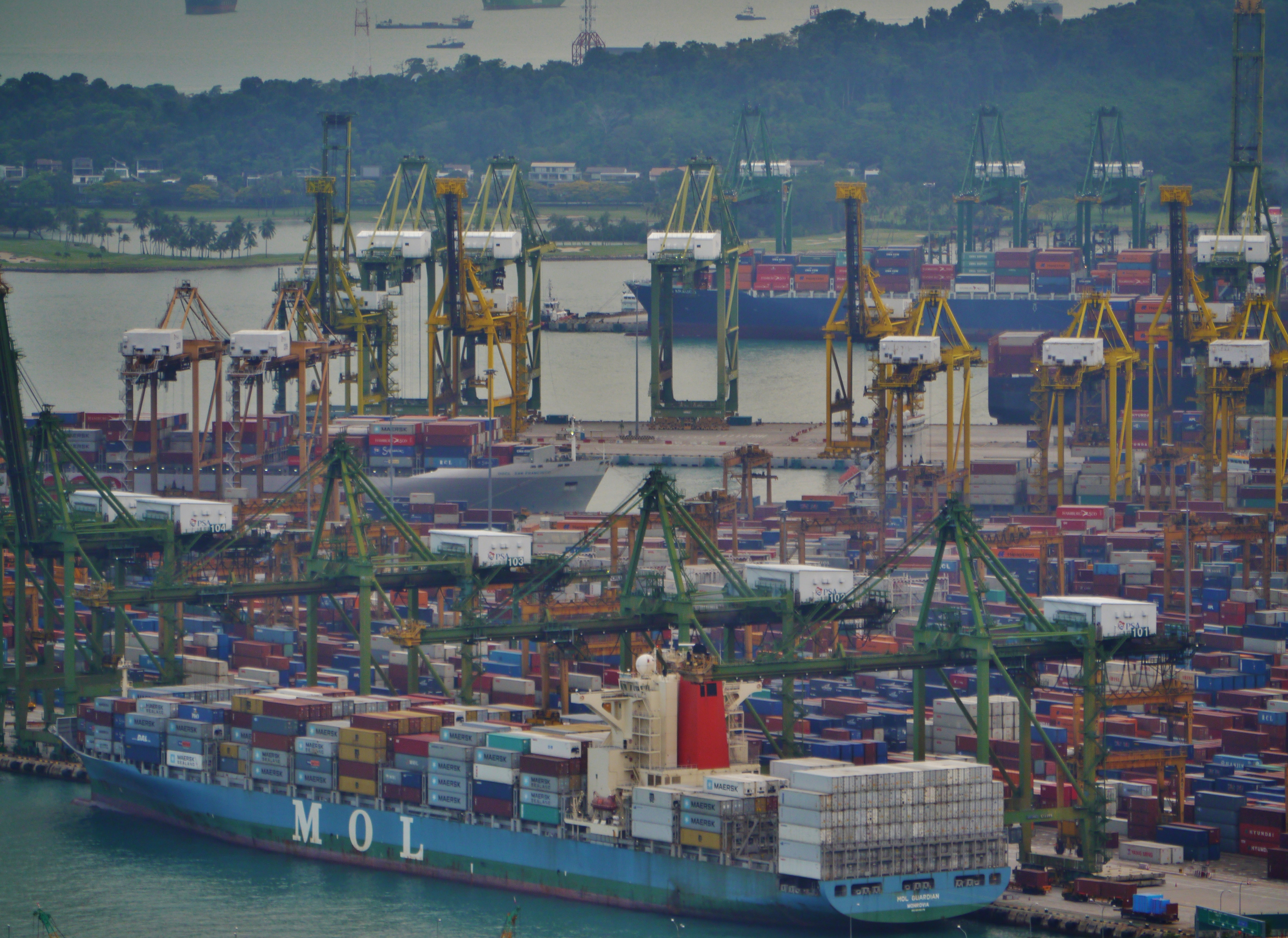
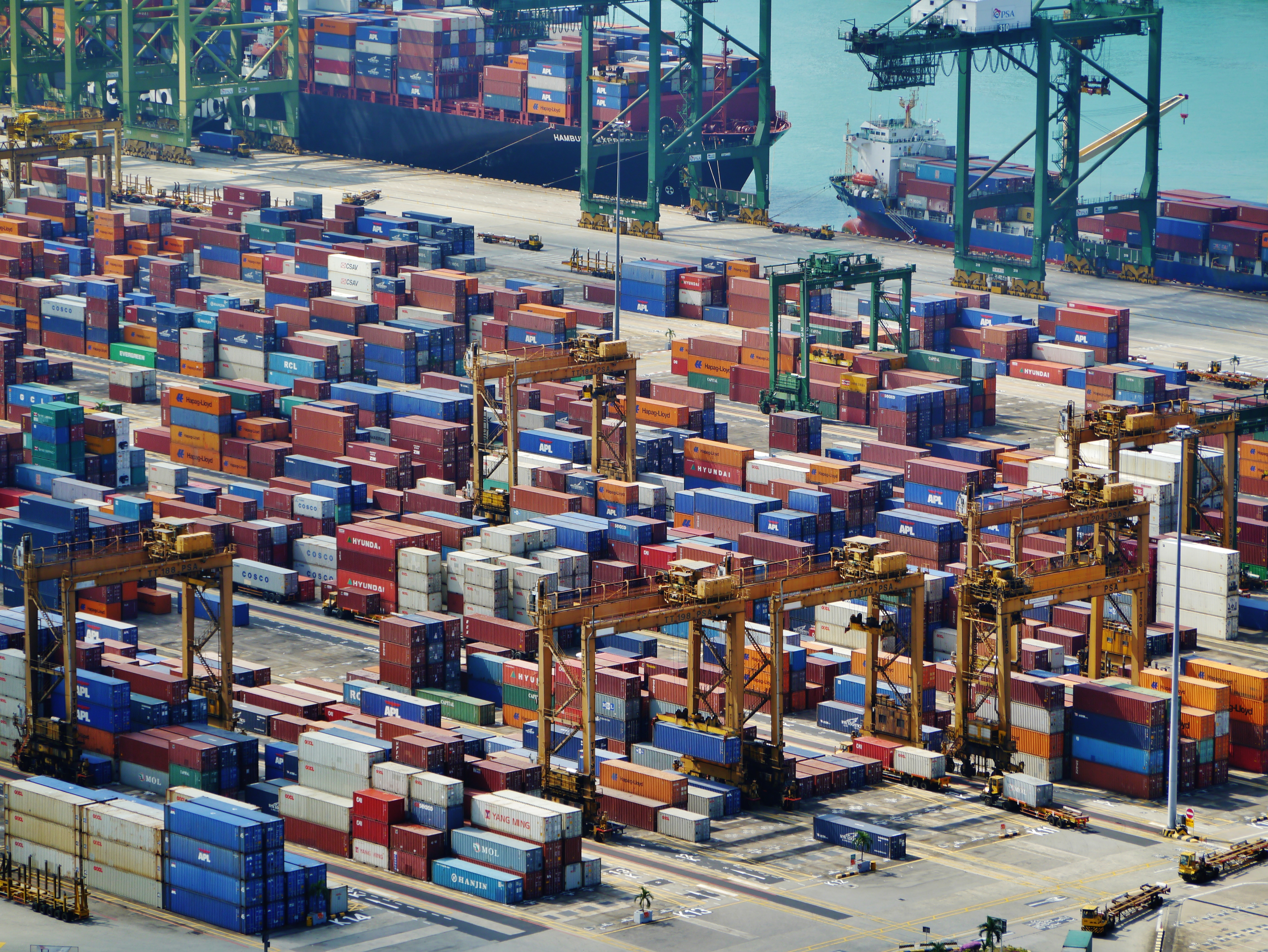
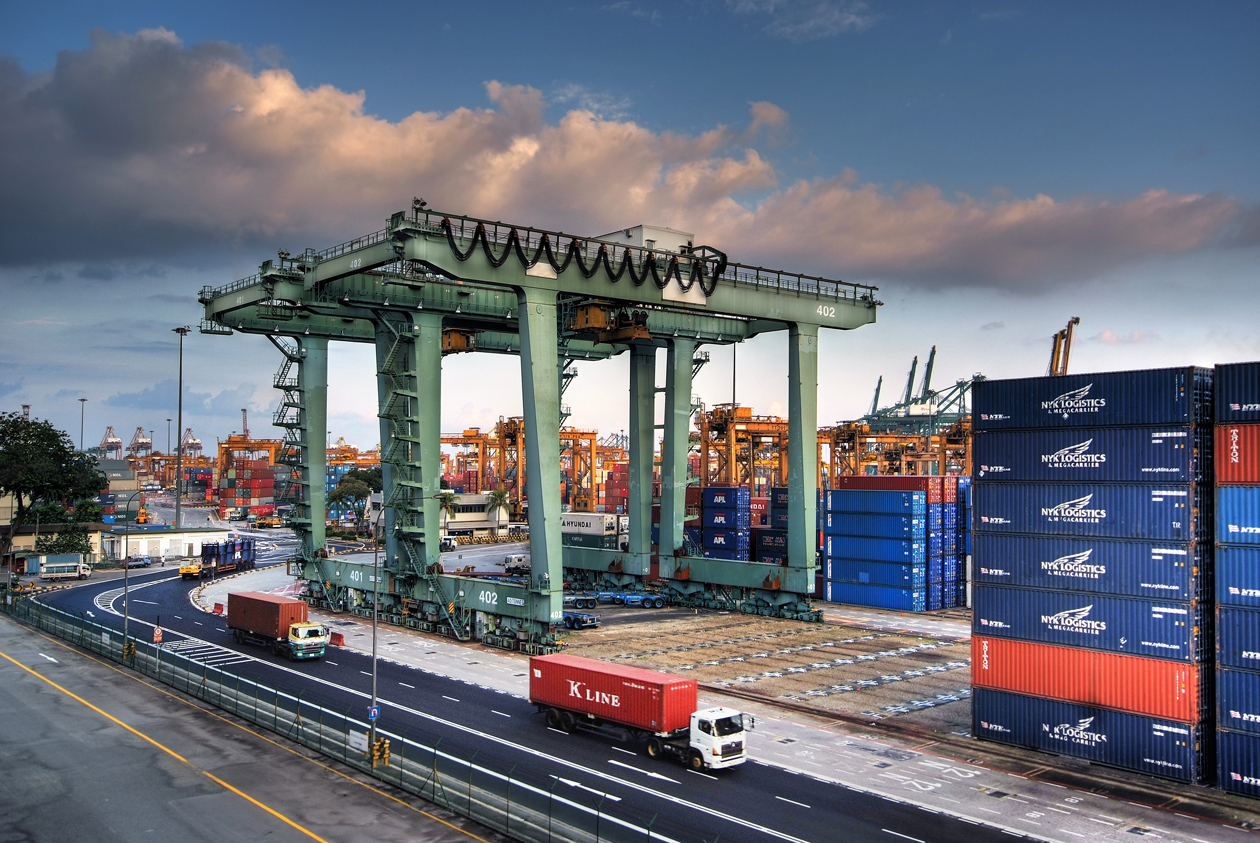
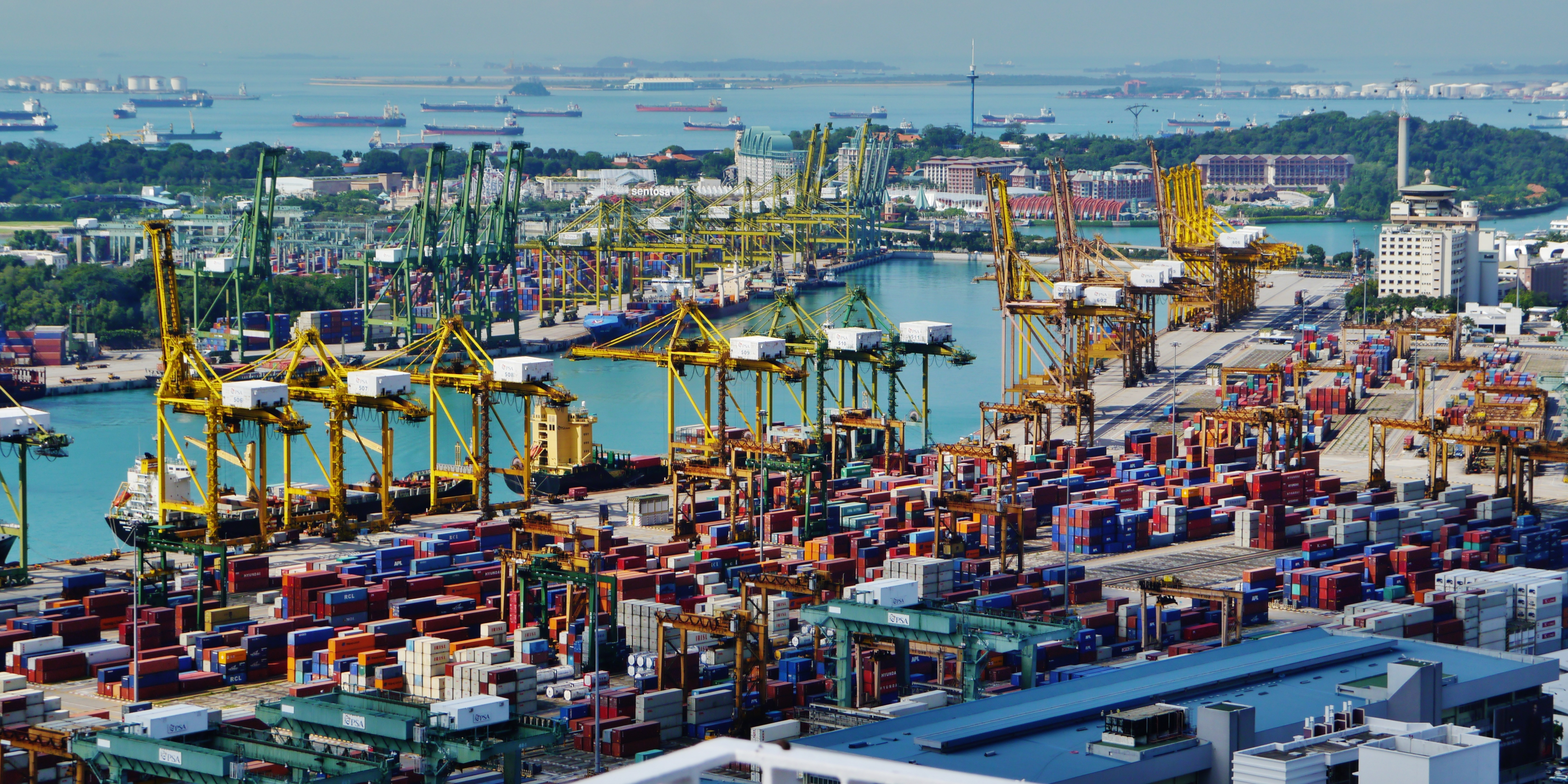
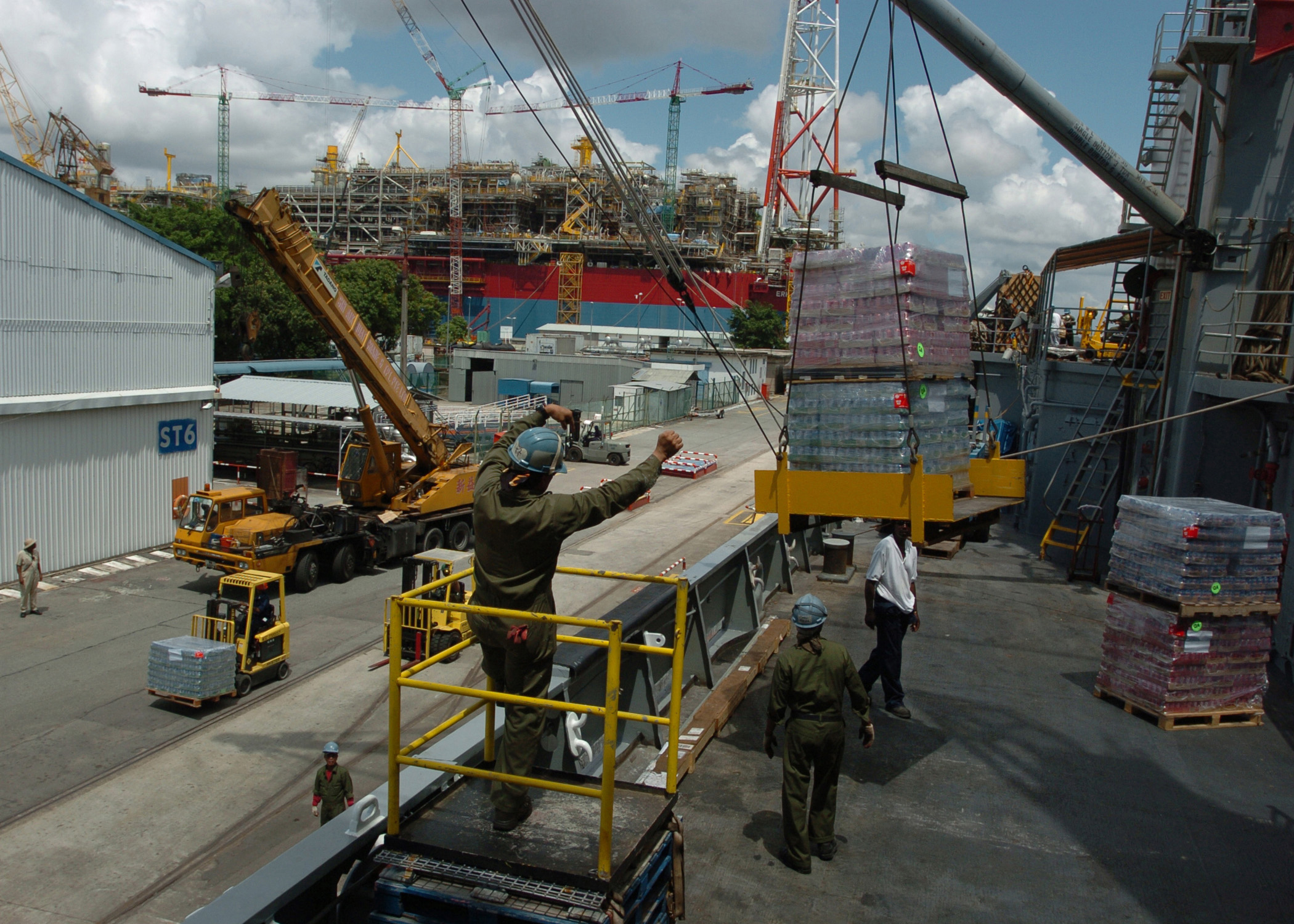